# Nikola Jerkan
Nikola Jerkan, född 8 december 1964 i Split i Jugoslavien (nuvarande Kroatien), är en kroatisk före detta fotbollsspelare som spelade för det kroatiska landslaget 1992–1997.

## Klubbkarriär
Jerkan påbörjade sin karriär i NK Zagreb där han spelade fram till 1983 då han bytte till HNK Vinkovic. Där stannade han i tre år innan han fick kontrakt med Hajduk Split 1986. 1988 började han spela för A-laget innan han två säsonger senare hamnade i spanska La Liga och Real Oviedo 1990. Under hans andra säsong hos Oviedo, 1991, blev han utsedd till La Ligas bäste försvarare.
Jerkan flyttade till Nottingham Forest FC under sommaren 1996 till priset av en miljon pund. Tiden i Nottingham var dock traumatisk och han kämpade för att få stanna i startelvan och efter att Frank Clark lämnade positionen som tränare kom han aldrig riktigt överens med den nye Dave Bassett. Han lånades ut ett år till Rapid Wien i Österrike från början av säsongen 1997/1998 och fick efter det aldrig spela på engelsk mark igen. Han tillbringade hela sista säsongen hos Nottingham på bänken eller läktaren.
1999 flyttade han till slut till belgiska Charleroi där han spelade två säsonger innan han slutade med fotbollen och flyttade till Oviedo.

## Landslagskarriär
Jerkan spelade för Kroatien mellan 1992 och 1997 och spelade sammanlagt 31 matcher och gjorde ett mål (mot Litauen i EM-kvalet 1996). Han fick även spela tre matcher under EM 1996 och var vid det laget en etablerat mittback i det kroatiska försvaret.